# Дворец Траутмансдорфов
Дворец Траутмансдорфов (чеш. Trauttmansdorffský palác) — дворец в стиле неоклассицизма в центре Праги. Находится в Старом городе на Марианской площади. Охраняется как памятник культуры Чешской Республики.

## История
На месте сегодняшнего дворца когда-то находилось здание готического периода, первое упоминание о котором датируется 1400 годом и от которого сохранились подвалы. Этот дом стал основой дворца, перестроенного в эпоху Возрождения. Большая реконструкция произошла в конце 17 — начале 18 века, вероятно, по проекту Яна Блажея Сантини-Айхеля. Поздняя реконструкция и расширение дворца в стиле классицизма — работа архитектора Александра Хельмиха.
В 1894 году дворец был преобразован в доходный дом.
В 2012 году был изменён фасад всего здания и проведены другие мелкие доработки. В настоящее время владельцем дворца является (через компанию по недвижимости Burnham a.s.) Антонио Паскуале, владелец компаний Mattoni, Dobrá voda и Poděbradka.

## Архитектура
Дворец построен на неправильной планировке, которая определяется направлением окружающих улиц (Марианская площадь, Гусова, Семинаржска). Главный вход с порталом эдикулы в стиле барокко и гербом Траутмансдорфов 17 века находится со стороны Марианской площади. Ворота в портале, окна и дверные порталы во дворе выполнены в стиле барокко, галереи с каменными стропилами — в стиле классицизма.

## В культуре
- Дворец Траутмансдорфов фигурирует в фильме Тридцать случаев майора Земана как Центральная аптека[7].

## Галерея

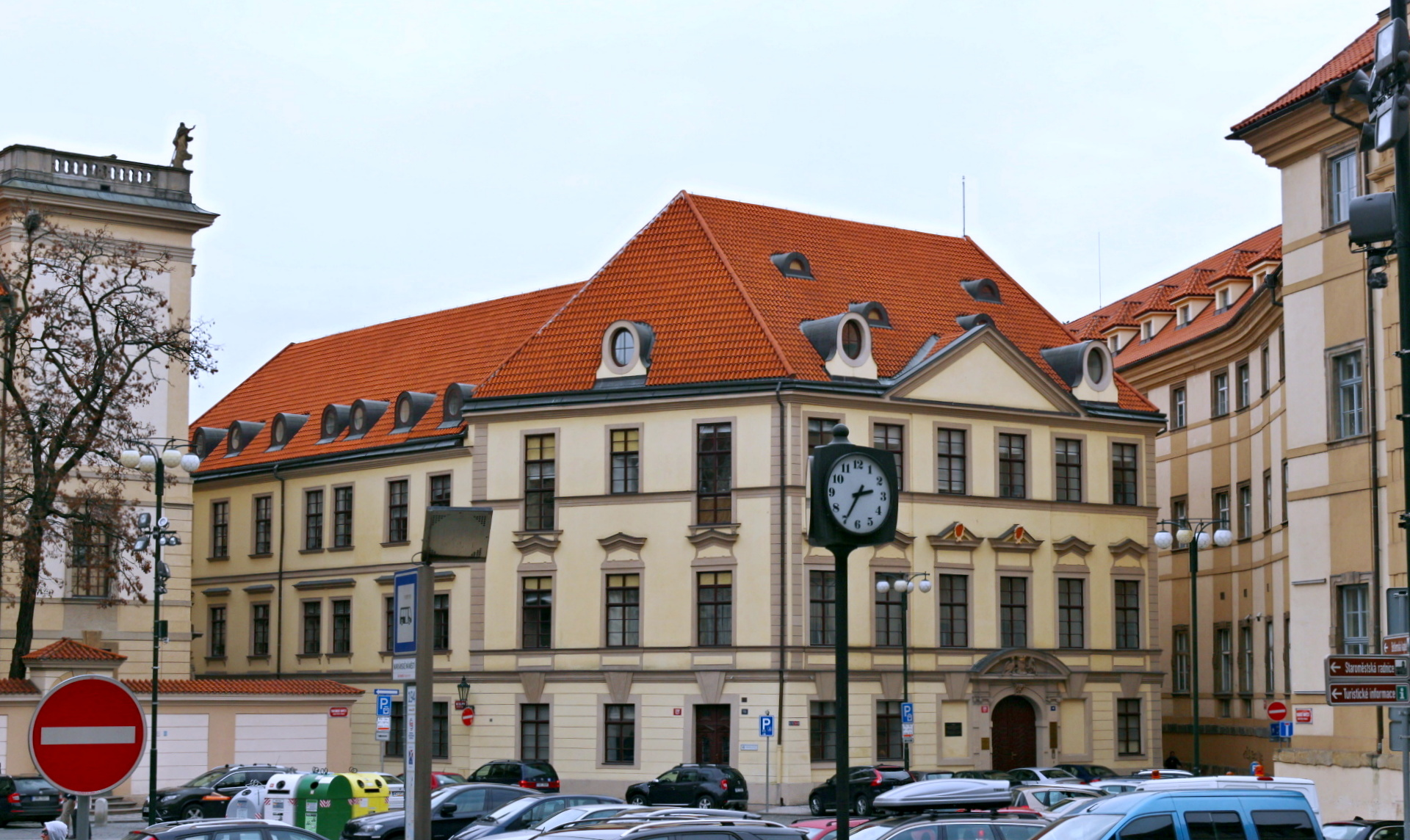
Дворец в марте 2017 года.
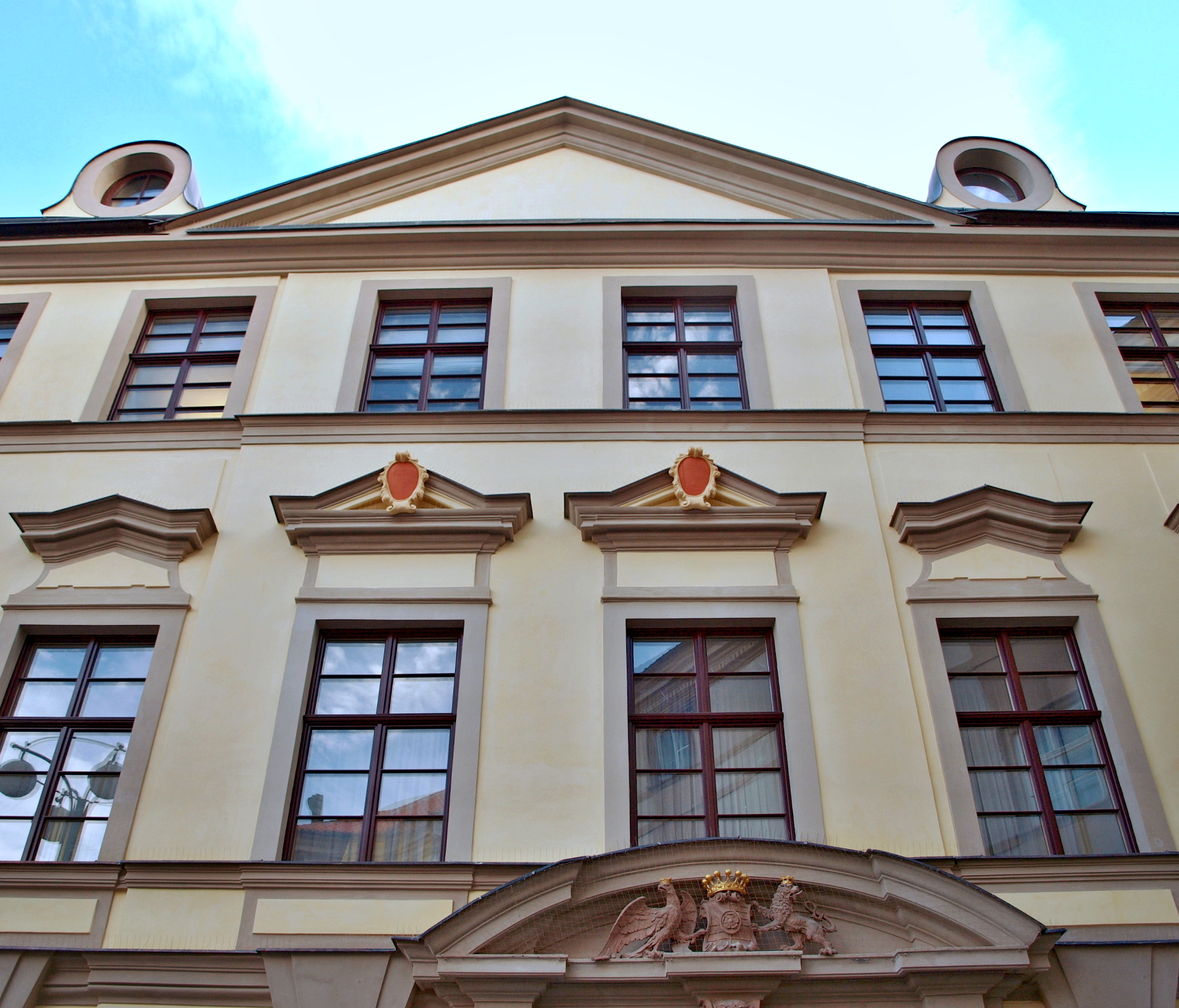
Фрагмент фасада
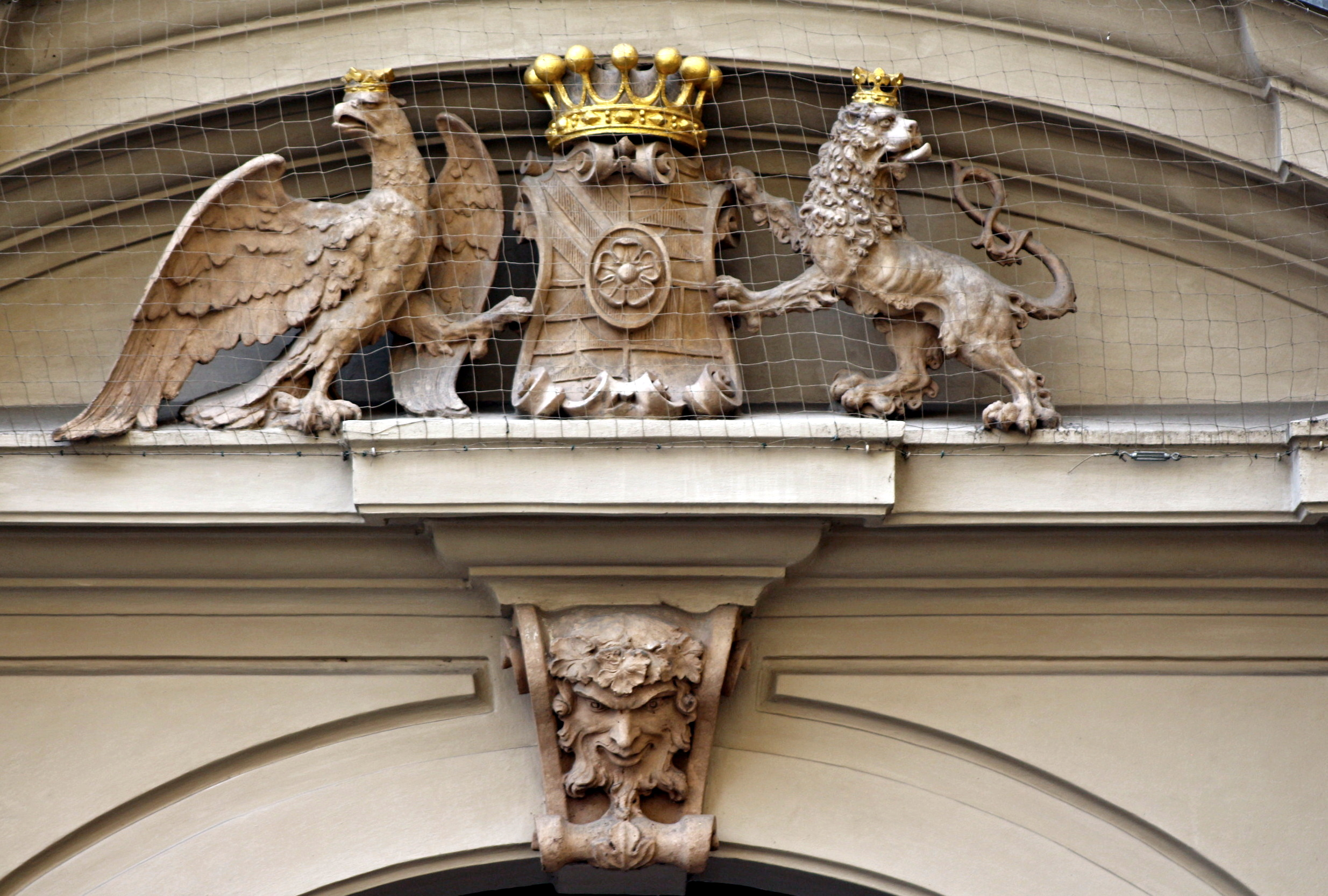
Родовой герб над порталом дворца
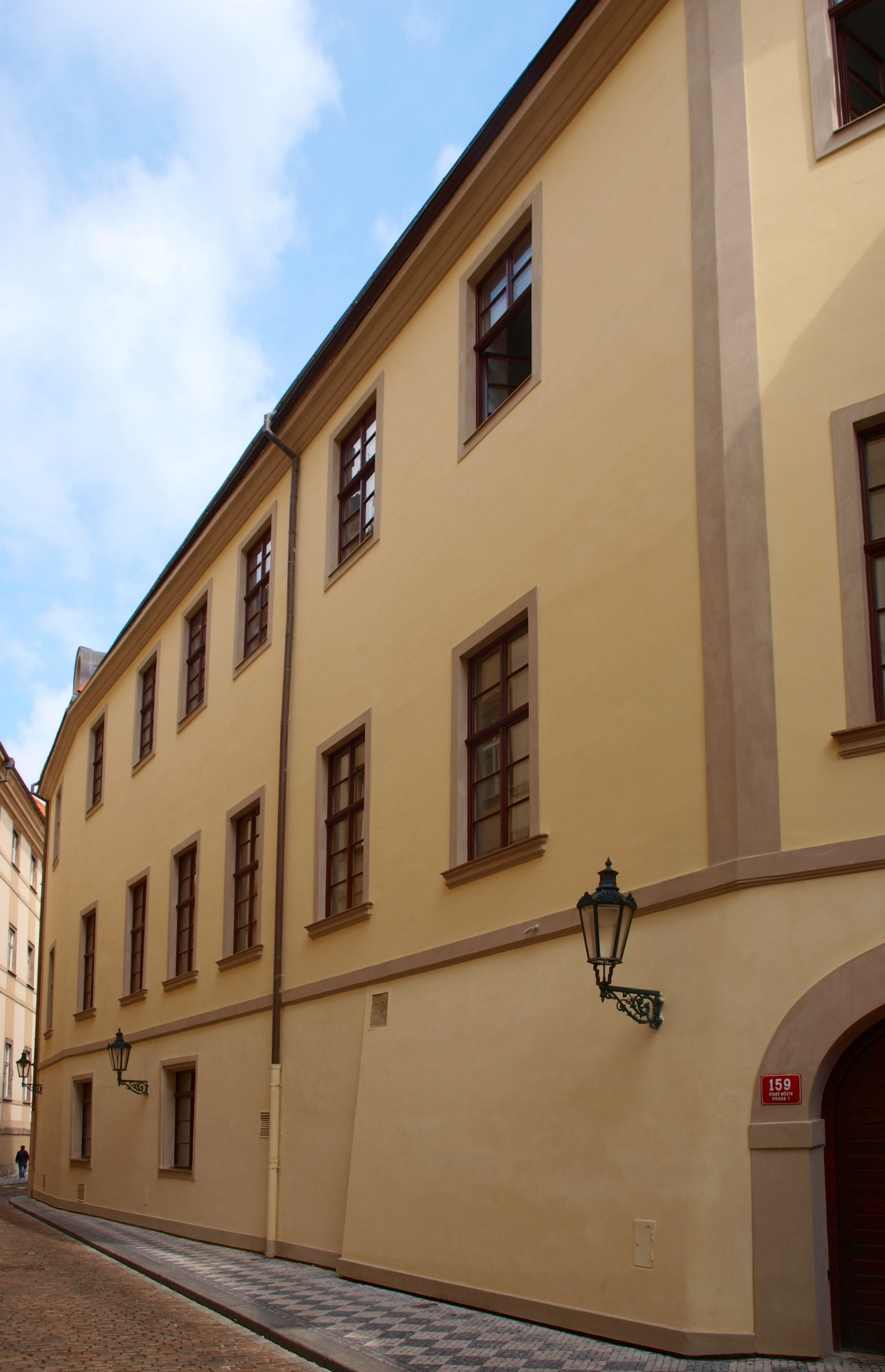
Боковой фасад на улице Гусова